# فنتاستك فور (فلم 2015)
فنتاستك فور (بالإنجليزية: Fantastic Four) هو فيلم حركة تم إنتاجه في الولايات المتحدة وصدر في سنة 2015. الفيلم من كتابة سيمون كينبرج وماثيو فون. من بطولة مايلز تيلر وكايت مارا وجيمي بيل وتوبي كيبيل.

## الميزانية والإيرادات
بلغت تكلفة إنتاج الفيلم حوالي 155 مليون دولار ( 200 مليون دولار باضافة تكاليف التسويق والتويع) بينما حقق أرباحا تقدر بـ 168 مليون دولار. ليصنف كأقل أفلام فانتاستيك فور في الإيرادات

## وصلات خارجية
- مقالات تستعمل روابط فنية بلا صلة مع ويكي بيانات